# Pseudogaurax sabroskyi
Pseudogaurax sabroskyi är en tvåvingeart som beskrevs av Cherian 1991. Pseudogaurax sabroskyi ingår i släktet Pseudogaurax och familjen fritflugor. Inga underarter finns listade i Catalogue of Life.